# 南方鱟
南方鱟又名巨鱟，是鱟科东方鲎属的一種，分佈在印度、印尼、馬來西亞、菲律賓、新加坡、中國及泰國。